# 骨学

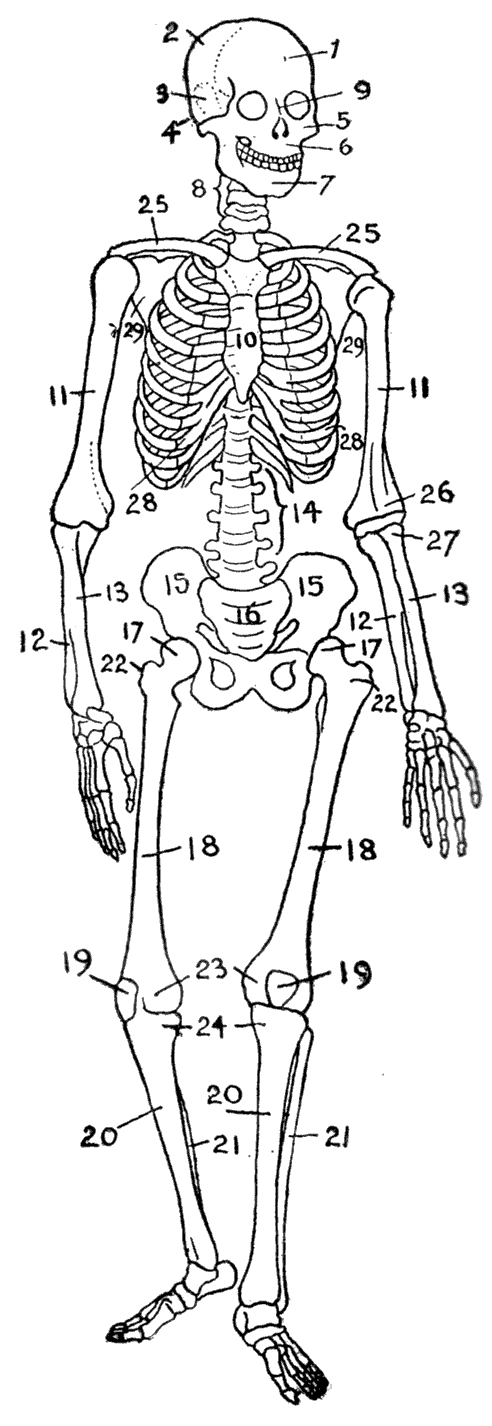
人體骨架（內骨骼）

骨学（英語：Osteology）又称骨骼学，是对骨骼的科学研究，是解剖学、人类学和考古学的子学科。骨科学系统化研究骨骼的结构、骨架元素、牙齿、微骨形态、功能、疾病、病理、（从软骨）成骨的过程、骨骼的抗压性（生物物理学）等，常常被用作老化、死亡、性, 成长和发育等多个方向的研究。骨科学研究者常常在诸如博物馆、科研实验室、医学调查、骨骼产品公司之类的地方担任科研人员、顾问等。